# Конференция католических епископов Польши

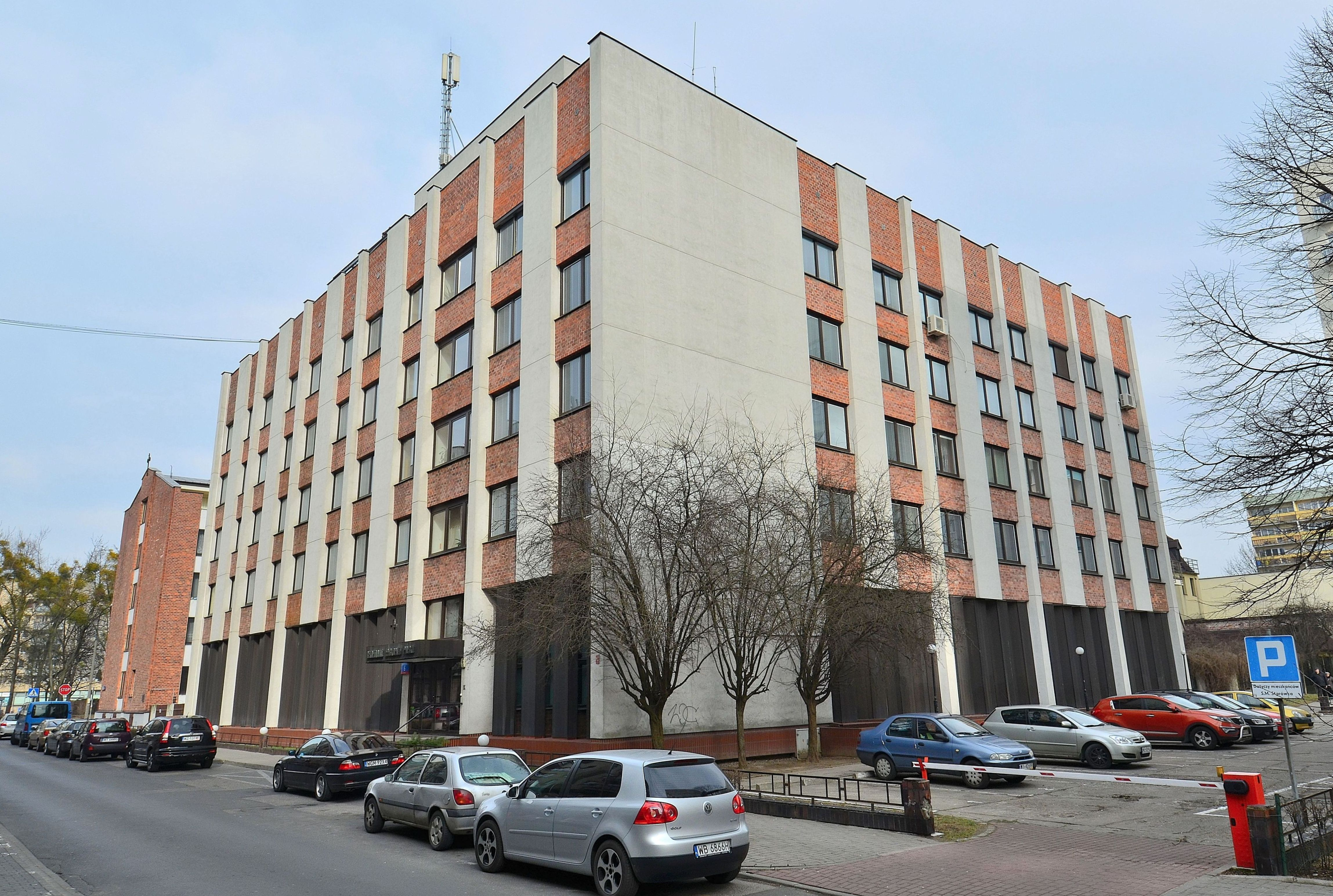
Здание Секретариата Польской епископской конференции на площади Стефана Вышиньского в Варшаве.

Конфере́нция католи́ческих епи́скопов Польши (ККЕП) (пол. Konferencja Episkopatu Polski) — коллегиальный орган национального церковно-административного управления Римско-Католической церкви в Польши.
Была основана и утверждена в 1918 году.

## Состав
Членами ККЕП являются:

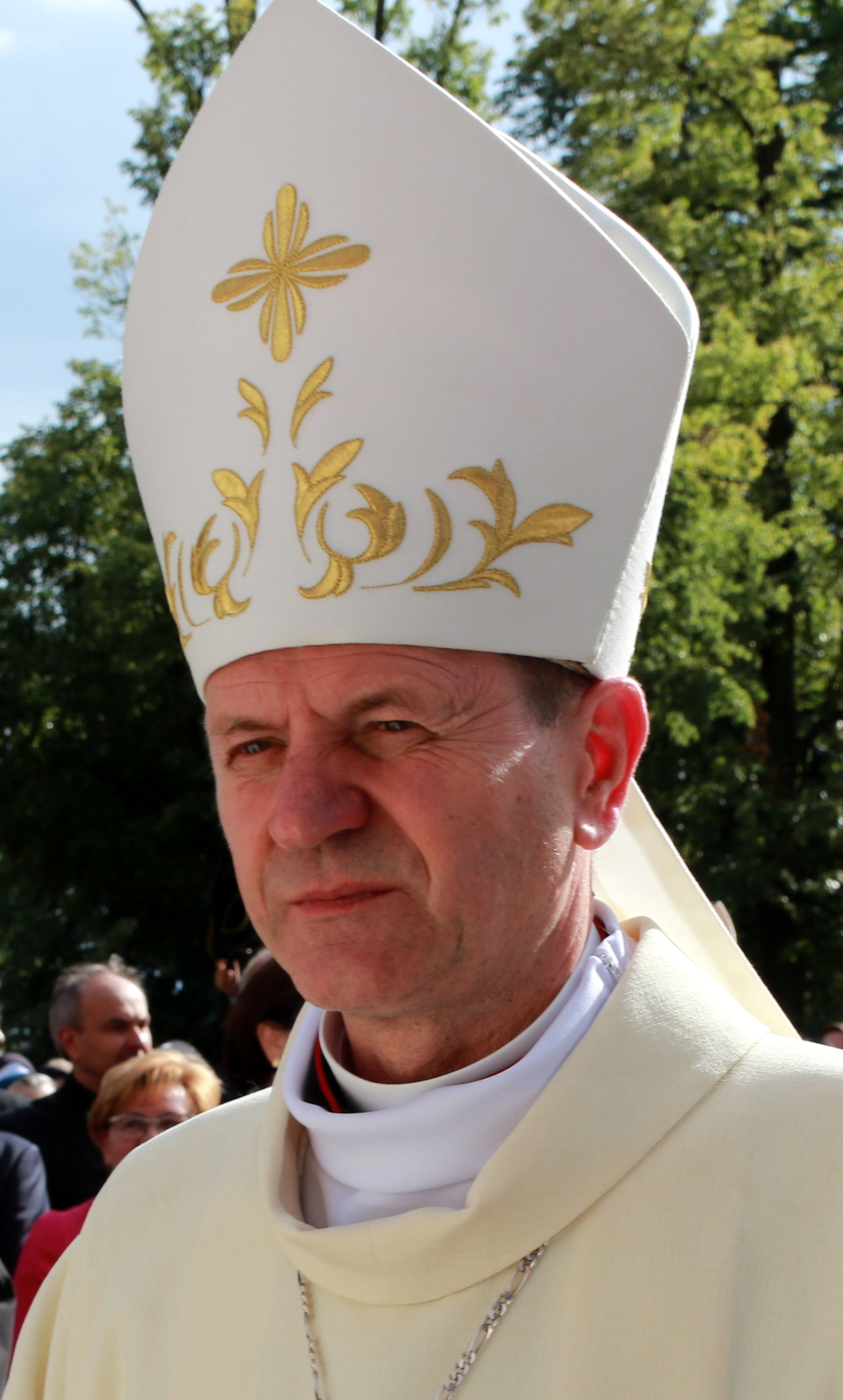
Архиепископ Тадеуш Войда — председатель Польской епископальной конференции.

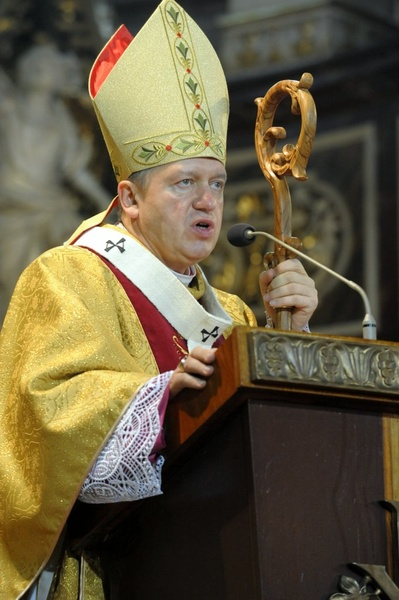
Архиепископ Юзеф Купны — заместитель председателя Польской епископской конференции.

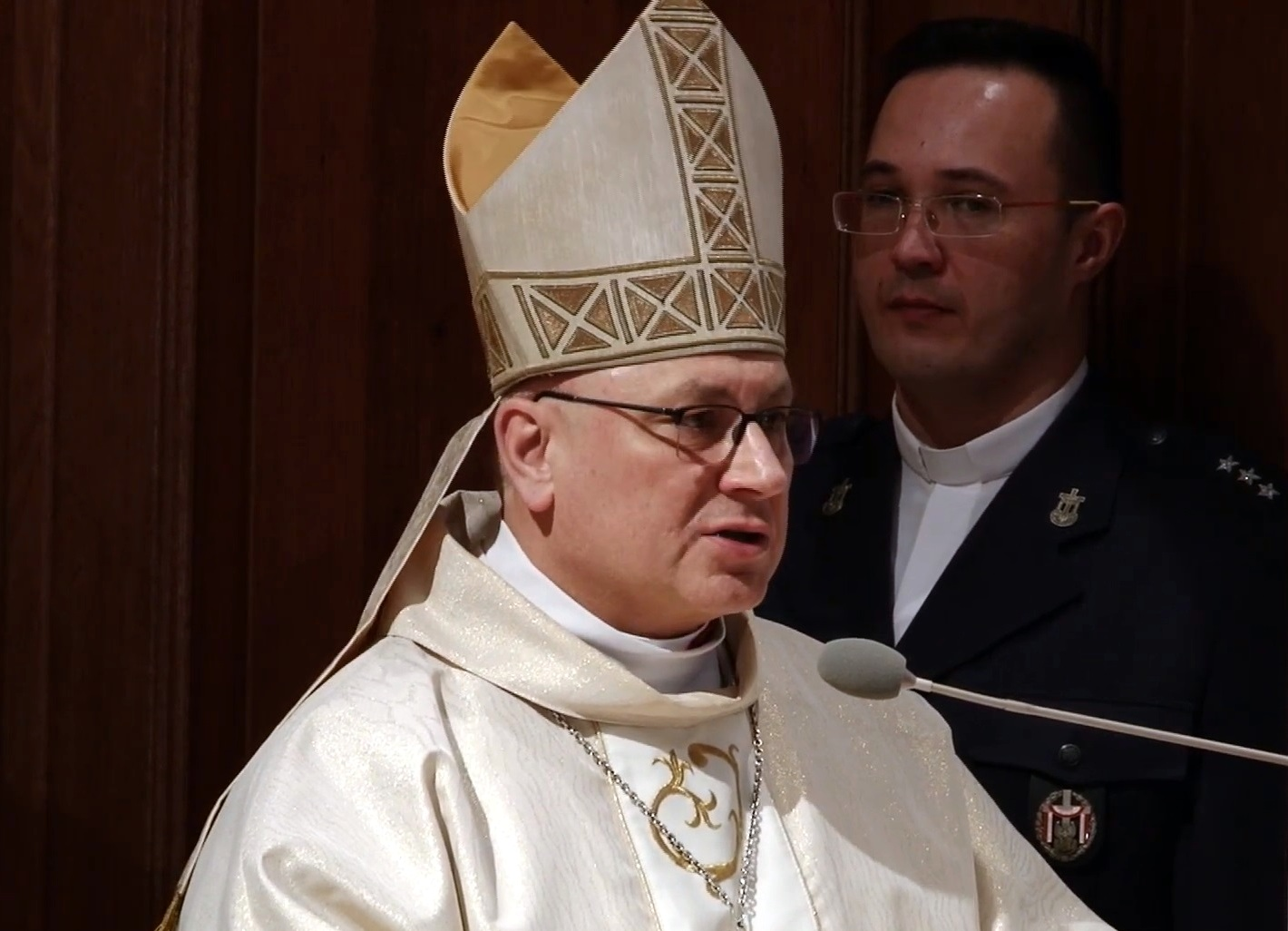
Епископ Артур Мизинский — генеральный секретарь Польской епископальной конференции.

- Примас Польши, который имеет первенствующий чин среди польских епископов;
- Кардиналы и архиепископы митрополий Польши;
- Епископы — ординарии;
- Епископы от епархий;
- Епископы польской армии;
- Епископы Украинской грекокатолической церкви в Польши;
- Титулярные епископы;
- Коадъюторы — лица в Польше назначенные Святым Престолом, например Апостольский нунций в Польше.

## Структура
Президиум (избирается раз в 5 лет тайным голосованием архиепископов и епархиальных архиереев):
- председатель — архиепископ Тадеуш Войда (с 14 марта 2024 года);
- вице-председатель — архиепископ Юзеф Купны (с 14 марта 2024 года);
- генеральный секретарь — епископ Артур Мизинский[пол.] (с 10 июня 2014 года).

## Председатели ККЕП
Сегодня председателем ККЕП может быть избран один из епископов. До 1994 года председателем был по должности Примас Польши.
1. кардинал Эдмунд Дальбор (1919—1926);
2. кардинал Август Хлонд (1926—1948);
3. кардинал Стефан Вышиньский (1948—1981);
4. кардинал Юзеф Глемп (1981—2004);
5. архиепископ Юзеф Михалик[англ.] (2004—2014);
6. архиепископ Станислав Гондецкий (12 марта 2014 — 14 марта 2024);
7. архиепископ Тадеуш Войда (14 марта 2024 — по настоящее время).

## Пленарные заседания
Пленарные заседания Конференции проходят два раза в год.